# Nyőgér
Nyőgér es un pueblo ubicado en el distrito de Sárvár, en el condado de Vas, Hungría.

## Superficie
Posee una superficie de 10,73 kilómetros cuadrados.

## Demografía
Hasta 2019 la población era de 345 habitantes, con una densidad de población de 32,15 habitantes por kilómetro cuadrado.